# Arcy-Sainte-Restitue
Arcy-Sainte-Restitue település Franciaországban, Aisne megyében. Lakosainak száma 398 fő (2022. január 1.). Arcy-Sainte-Restitue Beugneux, Cramaille, Cuiry-Housse, Jouaignes, Launoy, Lhuys, Loupeigne, Maast-et-Violaine, Muret-et-Crouttes és Saponay községekkel határos.

## Népesség
A település népességének változása:
| Lakosok száma | 371  | 360  | 328  | 420  | 408  | 403  | 403  | 403  | 401  | 398  |
|               | 1968 | 1982 | 1990 | 2006 | 2013 | 2015 | 2017 | 2019 | 2020 | 2022 |